# 太陽黒点

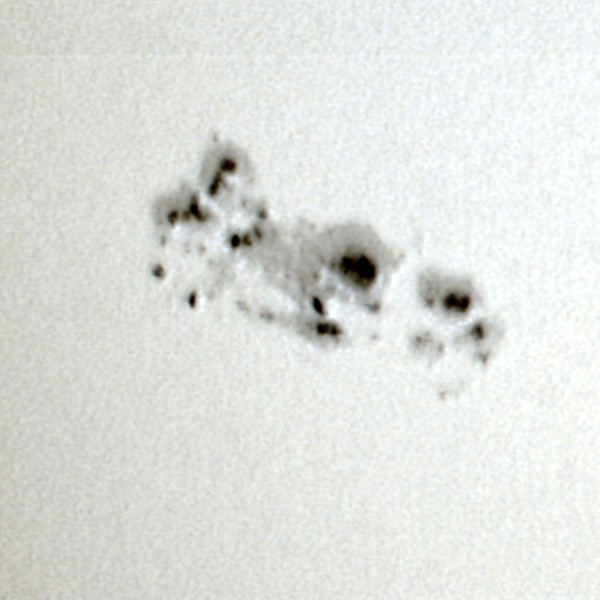
2004年に現れた太陽黒点

太陽黒点（たいようこくてん、英: sunspot）とは、太陽表面を観測した時に黒い点のように見える部分のこと。単に黒点とも呼ぶ。実際には完全な黒ではなく、この部分も光を放っているが、周囲よりも弱い光なので黒く見える。太陽黒点は、約9.5年から12年ほどの周期で増減を繰り返している。
黒点が暗いのは、その温度が約4,000℃と普通の太陽表面（光球）温度（約6,000℃）に比べて低いためである。発生原因は太陽の磁場であると考えられている。
黒点は太陽の自転とともに東から西へ移動する。大きな黒点群の中には太陽の裏側を回って再び地球から見える側に出てきても消えていない、1か月ほど存在する寿命の長いものがある。（太陽の東西という言葉は地球から観測した場合の地球上での方位を指す。その天体に立った場合の方位ではない）

## 名称
黒点の中の特に暗い部分を暗部、暗部を取り巻くやや明るい部分を半暗部と呼ぶ。また、黒点はしばしば複数個が集まった状態で現れることが多く、このような黒点の集まりは黒点群と呼ばれる。黒点群は黒点の集まりのことを指すが、黒点が1つしか見えない時でも「黒点群」と呼ぶ。
黒点群は、その形態によって分類がなされている。大きく分けると「双極性黒点群」と「単極性黒点群」があり、双極性黒点群は黒点が東西に広がっていて、群の東側と西側に比較的大きな黒点があるものである。この形態は多くの黒点群に見られる。単極性黒点群は極が1つしかない黒点群で、双極性黒点群の片方の極が消失したものである。黒点の多くが「先行黒点」と「後行黒点」と呼ばれる2つの黒点が東西方向に並んで現れ「黒点対」と呼ばれる。
黒点は数の少ない「黒点極小期」に南北の緯度30度付近に現れ、次第に数を増しながらやがて「黒点極大期」には緯度15度付近に多数出現する。黒点が多く出現する北緯40度から南緯40度までを「黒点帯」と呼ぶ。
黒点群の細かい分け方にはチューリッヒ天文台の分類があり、東西の広がりなどによりA型、B型、……、J型などと9種類に分けられている。このような分類は、黒点群の活動度を調べる上で重要である。

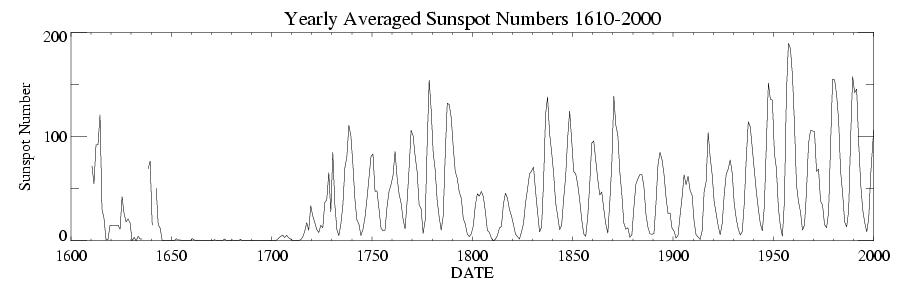
太陽黒点の400年間の歴史。黒点の数をウォルフ黒点相対数 (:en:Wolf number) の値で集計したもの。1790年から1820年はダルトン極小期、1645年から1715年はマウンダー極小期

1843年にドイツの天文学者ハインリッヒ・シュワーベが初めて黒点の数がおおよそ10年周期で増減をくりかえしていることを発見した。この増減は太陽活動と密接な関係がある。1755年から始まる活動の山をサイクル1として、2011年現在はサイクル24に入ったところである。

## 発生原理
黒点は太陽磁場によって生み出されていると考えられている。

### 太陽磁場
太陽の回転に伴って太陽内部には数十億アンペアの電流が発生している。これによって磁束密度が1ガウス程度の強力な磁力線が南北方向に発生する。太陽の回転は32日で1周する高緯度地帯より27日で1周する低緯度地帯の方が速く、赤道部の動きに引きずられて南北方向の磁力線も東西赤道部に巻き付くようにずれていく。緯度によってことなる回転から生じたずれは半年後には赤道部で1周し、3年後には磁力線も6周ほど巻き付く。
こうして何年もの間に東西赤道部を中心に引き伸ばされ狭い範囲に平行して走り密度を増した磁力線は互いに反発しあい、部分的に光球面から浮き上がり、コリオリの力を受けてねじられる。黒点の磁場は数千ガウスにもなる。

### 黒点発生
プラズマガスは太陽表面を温める性質を持つが、非常に強い磁場がはたらく場所では、強い磁力線によってプラズマガスの対流が妨げられるため、表面温度が下がると考えられている。
その結果生まれるのが黒点であり、東西方向に並んで現れる黒点対は太陽磁場が光球面から飛び出た後で戻ってゆく経路に発生していると考えられている。

## 太陽黒点と電波伝播
地球の電離層は、太陽黒点の数に影響を受ける。短波帯以下の電波伝播は電離層の影響を大きく受けるため、無線の通信状態も大きく影響を受ける。独立行政法人情報通信研究機構・宇宙天気情報センターでは観測された黒点数を「指数」(SSN：Sun Spot Number) として発表している。

## 伝説

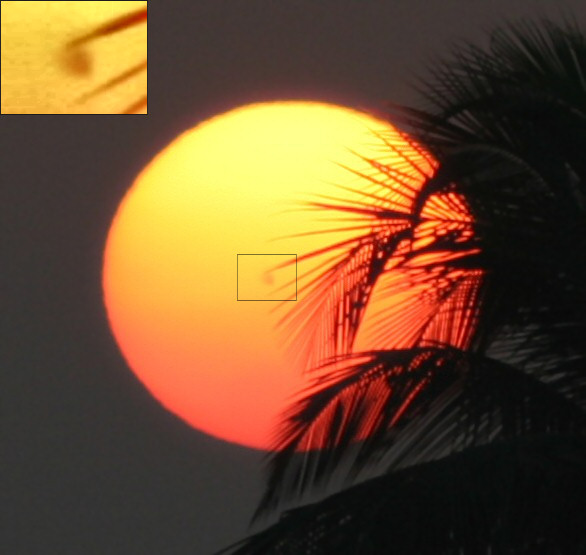
通常の機材で撮られた写真だが、夕日の中央に肉眼黒点が確認できる。

古代の中国では、太陽に「カラス」が住んでいるとした。これは肉眼黒点と呼ばれる、肉眼で見ることができる面積数千キロメートルの太陽表面の黒点を観察したものと思われる。肉眼黒点は、日食や日没など太陽光が減光された際にまれに見られる現象であり、大きな黒点であれば肉眼で観測できる。この黒点が観測する度に移動していることから、カラスなどの動物が住んでいると思われていた。なお、この太陽に住むカラスの話は、日本の｢八咫烏（）」伝説のもとにもなっている。

## その他の事柄との関係

### 景気循環と太陽黒点周期
景気循環論の一つに、景気循環と太陽黒点周期の関連を主張する太陽黒点説がある。著名な太陽黒点説論者としては、ウィリアム・スタンレー・ジェヴォンズや、嶋中雄二（三菱UFJモルガン・スタンレー証券景気循環研究所長）がいる。ジェヴォンズによれば、太陽黒点面積の増減は10年から11年ほどの周期があり、穀物価格の騰貴、下落にもほぼ同様の周期があり、恐慌の発生にもまた同様の周期があるという。この説は必ずしもジェヴォンズの創始にかかわるものではなく、既にウィリアム・ハーシェルがこの説を提唱し、リチャード・キャリントンがこれを祖述したが、十分な論証を与えることができず、ジェヴォンズによって実証的説明が与えられ、のちにその子ハーバート・スタンリー・ジェヴォンズによって修正が施された。

### 地震活動との関係
近年、地震活動と太陽黒点周期（太陽活動）の関係を指摘する研究発表も一部で行われているが、両活動における比較期間などの精度が十分でなく、また太陽活動（太陽フレアなど）による影響は地球の磁気圏により大部分が遮られ地球内部まで到達しているとは考えにくいため、疑問視する声も出ている。

## 固有名詞
- 山田風太郎および森村誠一の小説に、それぞれ『太陽黒点』という作品がある。